# قهوه دالگونا
قهوه دالگونا (انگلیسی: Dalgona coffee) یک نوشیدنی است که از هم زدن نسبت‌های مساوی پودر قهوه فوری، شکر و آب جوش تا زمانی که بافت خامه ای پیدا کند و سپس به شیر گرم یا سرد اضافه می‌شود، تهیه می‌شود. گاهی اوقات، روی آن را با پودر قهوه، کاکائو، بیسکویت خردشده یا عسل تزیین می‌کنند. در زمان دنیاگیری کووید-۱۹ هنگامی که مردم از بیرون رفتن خود داری می‌کردند، ویدئوهایی از تهیهٔ این قهوه در خانه با دست و بدون استفاده از همزن برقی، در رسانه‌های اجتماعی رواج یافت. نام آن برگرفته از دالگونا می‌باشد که یک شیرینی شکری در کره جنوبی است. دلیل آن نیز به خاطر شباهت ظاهری و طعم آن است، گرچه در قهوه دالگونا واقعاً دالگونا وجود ندارد.

## تاریخچه

### خلق نوشیدنی و نامگذاری
اعتبار این نوشیدنی می‌رسد به لئونگ کم هون (Leong Kam Hon)، کشتی‌ساز سابق ماکانی که طی حادثه ای بازوی چپش از کار افتاد و نتوانست کار خود را ادامه دهد، بنابراین مغازه خود را به اسم "قهوه وای تینگ (Wai Ting Coffee)" (یا بعدتر "هون کی - Hon Kee" و 漢記) در شهر کولوان راه اندازی کرد. لئونگ به یاد می‌آورد که در سال ۱۹۹۷ به درخواست یک زوج توریستی این نوشیدنی را درست کرد. در ابتدا این نوشیدنی برای او از اهمیت خاصی برخوردار نبود، تا اینکه در سال ۲۰۰۴ تصمیم گرفت آن را به چاو یون فت (Chow Yun-fat) و همراهانش که به کافه او رفته بودند سرو کند. ستایش چاو برای این نوشیدنی اولین موج توجه بین‌المللی را به خود جلب کرد و بازدیدکنندگان جدید برای درخواست «قهوه چاو یون فت» به آنجا می‌رفتند. گرچه خود سازنده، نوشیدنی تهیه شده را در منوی خود به اسم 手打咖啡 یا "قهوه کوبیده شده با دست" نوشته بود.
نام «قهوه دالگونا» به جونگ ایل-وو (Jung Il-woo) بازیگر کره جنوبی نسبت داده شده است، کسی که در ژانویه ۲۰۲۰ در زمان حضورش در برنامه KBS2 بنام Stars' Top Recipe at Fun-Staurant (신상출시 편스토랑) نوشیدنی را در همان غذاخوری سفارش داد. او طعم آن را به طعم دالگونا، نوعی آب نبات شانه عسلی تشبیه کرد.